# Muntanyes des del Montseny. Dia serè al matí
Muntanyes des del Montseny. Dia serè al matí és una pintura (oli sobre tela) de 70,5 × 85,5 cm realitzat per Marià Pidelaserra i Brias a Barcelona el 1903, el qual es troba al Museu Nacional d'Art de Catalunya.

## Context històric i artístic
El 1902, Pidelaserra, un dels pocs pintors catalans que va assimilar plenament la lliçó impressionista, va celebrar una exposició individual a Barcelona que reunia un important conjunt d'obres, la majoria vistes urbanes pintades a París els anys immediatament anteriors que seguien els postulats de l'impressionisme en el tema i la tècnica, i que acusaven especialment la influència d'Édouard Manet, Alfred Sisley, Camille Pissarro i Gustave Caillebotte. La freda acollida amb què, llevat de la crítica avançada, es va rebre aquesta exposició i especialment el rebuig dispensat al tríptic simbolista La vida, que constituïa l'aportació més innovadora de la mostra, així com el nou rebuig que uns mesos més tard va tindre el seu gran retrat La família Deu (MNAC/MAM 43862), van fer decidir el pintor a recloure's al Montseny, on va consagrar-se al gènere del paisatge. Aleshores va pintar una sèrie de paisatges (entre els quals hi havia Muntanyes des del Montseny. Dia serè al matí), els quals constitueixen el conjunt més personal i coherent de la seua producció. No obstant això, el fracàs que el conjunt d'aquests paisatges va tindre quan va exposar-los a la seua ciutat el 1903 va empènyer l'artista a interrompre durant un llarg període la seua personal carrera artística.
És una adquisició de la col·lecció Plandiura de l'any 1932 i el seu número de catàleg al Museu és el 4086.

## Descripció
Amb gran economia formal, Pidelaserra aconsegueix plasmar en aquesta obra la majestuositat del paisatge, fent servir la seua tècnica particular que combina les pinzellades properes al puntillisme i un tractament pictòric sinuós i diluït en la representació dels celatges.